# جان دي فيان
كان جان دي ڤيانّ (1341م-25 سبتمبر 1396م) (بالفرنسية: Jean de Vienne)‏ فارسًا فرنسيًا وجنرالًا، تبوأ منصب «أدميرال فرنسا» خلال حرب المائة عام.

## حياته السابقة
ولد جان دي ڤيانّ في مقاطعة «دول» الفرنسية، فيما يعرف الآن باسم «فرانش كونته». بصفته نبيلًا، بدأ حياته العسكرية في سن التاسعة عشرة وأصبح فارسًا عندما أصبح عمره 21 سنة.
شارك في حملة ساڤوي الصليبية بقيادة أماديوس السادس من آل ساڤوي ضد بلغاريا في 1366م-1367م.

## حياته المهنية
في سن ال 24، أصبح دي ڤيانّ قائداً عامًا لفرانش كونته. في عام 1373م، عينه شارل الخامس في منصب «أدميرال فرنسا». عمل دي ڤيانّ في منصبه هذا بحزم فأعاد تنظيم البحرية، وبدأ برنامجًا مهمًا للبناء، وأنشأ خفر سواحل فعّال، وشرطة ملاحة، ونظم المراقبة على طول السواحل، ومنح تراخيص بناء وبيع السفن.
كان جان دي ڤيانّ من أوائل الذين أدركوا أنه لا يمكن إلحاق ضرر جسيم بإنجلترا إلا بالعمليات البحرية. ولهذه الغاية، طلب دعمًا قويًا من النظام الملكي الفرنسي وأجرى عدة رحلات استكشافية إلى جزيرة وايت (بالإنجليزية: Wight)‏ في أقصى شمال القناة الإنجليزية بالقريب من ساحل إنجلترا الجنوبي، وإلى الموانئ الجنوبية في إنجلترا.

بين عامي 1381م و 1385م، حارب دي ڤيانّ ضد الفلمنكيين، ولا سيما خلال معركة روزيبيك. وفي سعيه لتحقيق حلمه بتهديد الإنجليز في عقر دارهم، استخدم في عام 1385م أسطولًا مكونًا من 180 سفينة لإنزال جيش في اسكتلندا بقصد غزو إنجلترا، لكن القوة اضطرت إلى الانسحاب. بعد أن خلف شارل السادس والده شارل الخامس على عرش فرنسا، أهمل القوات البحرية لأن شارل السادس لم يشارك والده اهتمامه بالشؤون البحرية. شارك دي ڤيانّ مع خيبة أمله في الحملة الصليبية البربرية على المهدية ضد الدولة الحفصية وبنو زيان عام 1390م، وانضم إلى الحملة الصليبية لسيغيسموند ملك المجر ضد العثمانيين حيث قُتل في معركة نيقوپوليس في بلغاريا عام 1396م.

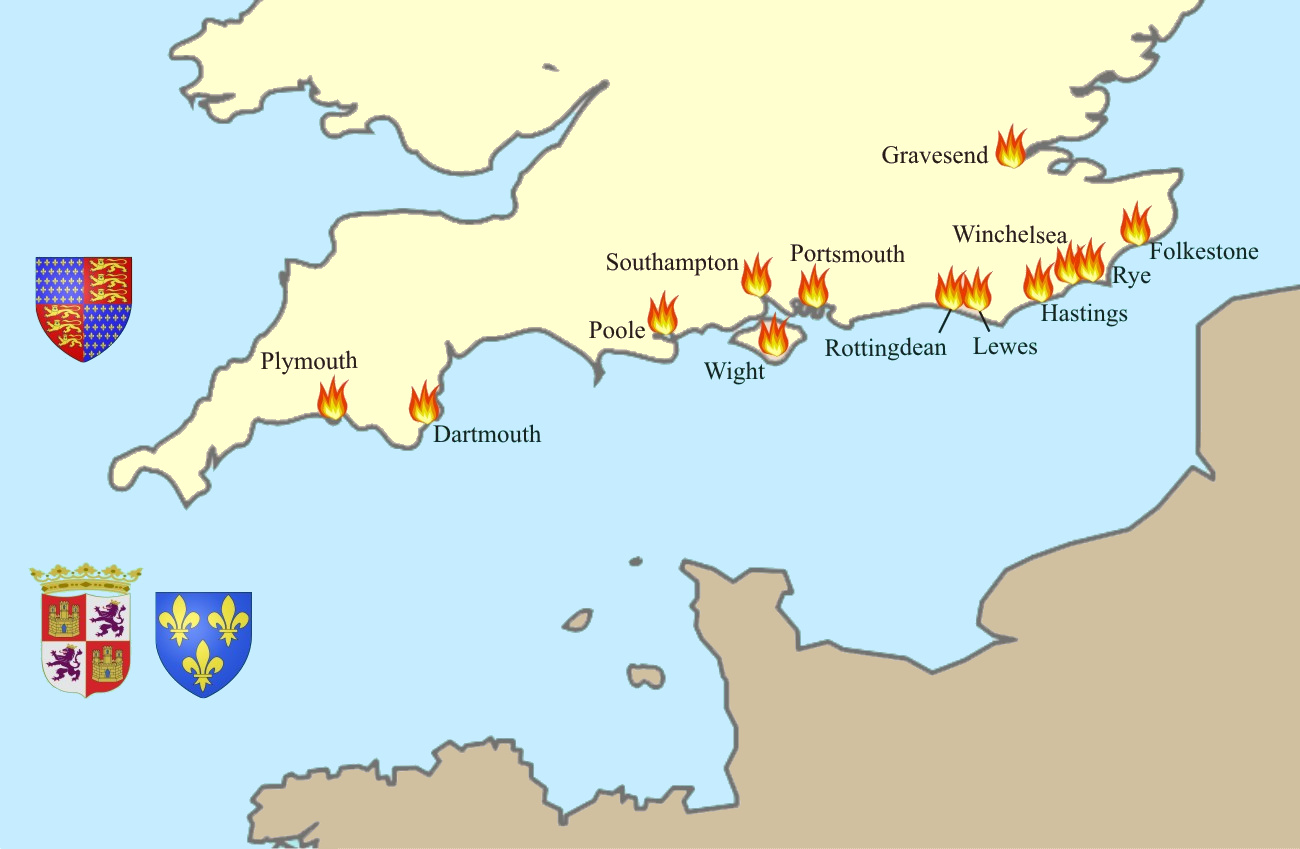
غارات الأدميرال جان دي ڤيانّ وفرناندو سانشيز دي توفار ضد إنجلترا ما بين أعوام 1374م-1380م.

## ميراثه
تم تسمية العديد من سفن البحرية الفرنسية على اسم جان دي ڤيانّ، ومن أبرزها:
- الطراد جان دي ڤيانّ ، الذي اكتمل بناؤه عام 1937م، في طولون في نوفمبر 1942م.
- الفرقاطة جان دي ڤيانّ من نوع F70، أكتملت عام 1984م وهي مازالت في الخدمة حاليًا.